# برنامج مراقبة المياه والصرف الصحي والنظافة
يمثل برنامج مراقبة المياه والصرف الصحي والنظافة الصحية أو WaSH MP مبادرة محلية مسؤولة عن رصد الأزمة الدائمة في قطاع المياه في الأراضي الفلسطينية (oPt).

## نظرة عامة
في منطقة ترزح أصلا تحت وطأة أزمة قاسية من المياه، أدت الأزمة السياسية والاقتصادية والاجتماعية النامية في الأراضي الفلسطينية المحتلة إلى عواقب مأساوية متعلقة بحالة كل من المياه والصرف الصحي علاوة على النظافة (WaSH). كما تحاول المنظمات الغير حكومية العالمية والمحلية العاملة في قطاع المياه، بالتعاون مع سلطة المياه الفلسطينية (PWA) وبناء على الظروف السياسية المقيدة والميزانيات المحدودة، على ضمان حصول جميع الفلسطينيين على الإمدادات الكافية من المياه وخدمات الصرف الصحي.

## التاريخ
تعمل مجموعة الهيدرولوجيين الفلسطينيين (PHG) أو (عقر)، بصفتها المنظمة الغير حكومية الفلسطينية الرائدة التي تعمل في قطاع المياه، بتعهد مسؤولية استهلال البرنامج. حيث تم إطلاق برنامج مراقبة المياه والصرف الصحي والنظافة الصحية في شهر حزيران 2002 استجابة للحاجة الملحة للمعلومات والمصادر المتزايدة وضرورة التصرف بشأن الحالة الفاسدة للمياه والصرف الصحي والنظافة التالفة في الضفة الغربية وقطاع غزة. إن ضرورة وجود المعلومات الكمية لدعم المبادرات الإنسانية والتأييد المتنامي من قبل المتبرعين والمنظمات الغير حكومية العالمية فضلا عن المنظمات الغير حكومية المحلية العاملة في قطاع المياه في الأراضي الفلسطينية المحتلة كانت القوة الدافعة للبدء والتطوير في برنامج مراقبة المياه والصرف الصحي والنظافة.

## الهدف
يكمن الهدف الرئيسي وراء برنامج مراقبة المياه والصرف الصحي والنظافة الصحية في الاستجابة لأزمة المياه التي تعانيها الأراضي الفلسطينية المحتلة عبر زيادة الوعي المحلي والعالمي لحالة المياه والصرف الصحي والنظافة تزامنا مع التوعية الأكبر للحاجات الملحة للمجتمعات الأكثر عرضة لهذه الظروف. علاوة على ذلك، فإن الأمل موجود بأن هذا من شانه أن يساعد على تحفيز التغيير السياسي والبيئي من خلال استخدام المعلومات (البيانات) في الوقت المناسب بغية المساعدة في تحسين الحالة المريعة للمياه والصرف الصحي والنظافة. كما تتوافق هذه الجهود مع إنجاز أهداف الأمم المتحدة الإنمائية للألفية (MDG’s) المتعلقة بالمياه والصرف الصحي (UN MDG 7 – Target 10). وكجزء من برنامج مراقبة المياه والصرف الصحي والنظافة الصحية، أخذت مجموعة الهيدرولوجيين الفلسطينيين على عاتقها مسؤولية مراقبة مستوى إنجاز الهدف العاشر بناء على هذه الظروف القاسية في الأراضي الفلسطينية المحتلة، فضلا عن تحديد مواضع العجز في إنجازه. ومن خلال عملية التمييز يتم تحديد العواقب الرئيسية التي تواجه تحقيق الهدف، إضافة إلى إدراج قضايا المياه والأزمات التي يعيشها المجتمع الفلسطيني في الضفة الغربية وقطاع غزة، وبذلك فقد غدا جمع البيانات المتعلقة بالمياه أمرا في غاية الأهمية.

## غاية البرنامج
تمكن البرنامج في المرحلة الحالية من جمع البيانات من 660 من أصل 708 من الجاليات الفلسطينية  ، وقامت بنشر النتائج عبر تقارير سنوية وشهرية وأسبوعية. يغطي هذا البرنامج الغالبية الساحقة من جاليات الأراضي الفلسطينية المحتلة على امتداد جميع المحافظات في الضفة الغربية وقطاع غزة. وقد تم مسح 660 جالية فلسطينية حتى الآن خلال كل فترة مراقبة سنوية. أما بالنسبة إلى الثمانية والأربعين جماعة التي لم تخضع للمسح بعد كجزء من عملية المراقبة الجارية فقد حذفت وذلك بناء على أسباب متعددة منها: الوصول المحدود للناحية الدينية والجماعات في القدس الشرقية (الوصول المحدود للمعلومات المحلية)،

## مؤشرات البرنامج
توضح جودة المعلومات في البيانات الناتجة عن برنامج من خلال «قابليتها للاستخدام» من قبل المستخدم الأخير. كما أن الأبعاد الستة من جودة المعلومات تتمثل في أن تكون وثيقة الصلة بالموضوع ودقيقة وآنية ويسهل الوصول إليها فضلا عن أنها مفسرة ومترابطة. يتم جمع المعلومات من الحقل عن طريق استبيان موحد، ويتم تفحصها كجزء من عملية تأمين على الجودة بواسطة مراقبي الحقل التقنيين، المتواجدين في كل من الضفة الغربية وقطاع غزة. وفي سبيل تحقيق هذه الخدمة قام برنامج مراقبة المياه والصرف الصحي والنظافة الصحية بصقل معايير بياناته أكثر من خلال خلق اثني عشر مؤشرا هذا ويتم استخدام المؤشرات الإثني عشر حاليا كالتالي: حالة حصول الأسر على مصدر للمياه خلال فترة عام، حصة الفرد من إمدادات المياه، تغطية شبكة المياه الملوثة، تغطية بالوعة الصرف الصحي وخزان الصرف الصحي، توافر نظام جمع النفايات الصلبة، السيطرة على الأمراض المنتقلة عن طريق المياه، حالة فعالية وصيانة مرافق إمدادات المياه، استعادة تكلفة خدمات تقديم المياه، المياه المهدورة خلال نظام إمداد المياه، دخل الأسر الشهري المنفق على التزويد بالمياه، الدخل الأسري الشهري المنفق على الصرف الصحي، علاوة على مجموع حاجات المجتمع ومشاكله الأساسية. إن الالتزام بالنيابة عن برنامج مراقبة المياه والصرف الصحي والنظافة الصحية بالقيام بالتحسين المستمر للبيانات سيضمن حصول كل من المنظمات الدولية والمتبرعين والمنظمات الحكومية الدولية وغير الحكومية والأكاديميين وجميع الأفراد المهتمين على البيانات الخاصة بالبرنامج التي ستكفل تأمين الحاجات المتنامية للشعب الفلسطيني فضلا عن التنمية وتلبية القطاعات الإنسانية.

## توجيهات البرنامج
قام برنامج مراقبة المياه والصرف الصحي والنظافة الصحية بإعلام المنظمات العالمية في قطاع المياه في الأراضي الفلسطينية المحتلة عن المشاكل التي تتطلب الانتباه المستعجل والطويل الأمد. فضلا عن ذلك، فقد كافح البرنامج في إعلام الموجودين خارج قطاع المياه الفلسطينية داخليا وعالميا حول أزمة المياه والصرف الصحي والنظافة في الأراضي الفلسطينية المحتلة. كما أنشئ البرنامج أيضا قناة مباشرة مختصة بالمعلومات المختصة بالمياه والصرف الصحي والنظافة تعرض أكثر المناطق المهددة على القطاع الإنساني والمجتمع الدولي ليبقوا مطلعين على الحاجات الطارئة على الدوام. يقوم البرنامج كجزء من توجهاته بنشر تقرير سنوي في موازاة التقارير الربعية المستندة على تقييم الحاجة ووضع البيانات الشهرية والمراقبة المرشدة للجاليات الفلسطينية المختارة. بالإضافة إلى ذلك يتم إنذارات الطوارئ على أساس الحاجة ويتم تحديدها كجزء من عملية الرصد المستمر. هذا ويشتمل الموقع الإلكتروني للبرنامج على أرشيف يضم جميع المواد المنشورة بما فيها التقارير والتحذيرات والصور لتكون بمثابة مصدر مرجعي..

## العقبات
في الماضي، كانت عملية جمع البيانات المتعلقة بالمياه والصرف الصحي والنظافة في الأراضي الفلسطينية عملية صعبة بسبب نقص المصدر والتفاوت في الطبيعة فضلا عن عدم التكامل بشكل عام. وقد فشلت البيانات المتوافرة في وصف الحقيقة على الأرض بشكل دقيق وذلك بالنسبة للعديد من الجاليات – وتبعا لذلك فقد كانت أداة لتحسين نشر المعلومات الهامة. هذا وقد فشلت في تأمين العرض الشامل للجاليات الكثيرة القابلة للانتكاس، كما أنه لم يكن بالإمكان الاعتماد عليها للتقييم سواء أكانت هذه الجاليات تمتلك القدرة وتقنيات التحمل لحل المشاكل المتعلقة بالمياه والصرف الصحي والنظافة. ويمكن أن ينسب ذلك إلى صعوبات الحصول على المصدر الثابت للبيانات في الوقت الذي تقبع فيه تلك الجاليات تحت الاحتلال.إن الطبيعة التي لا يمكن التنبؤ بها للحياة في الأراضي الفلسطينية المحتلة تعود في المقام الأول لانعدام تحكم الفلسطينيين بشؤونهم الخاصة، وهذا أدى إلى خلق عوائق متعددة في وجه تخطيط وتنفيذ برنامج المراقبة.

## الدعم
كان الدعم المالي يمنح في الماضي من قبل أوكسفام غيغابايت ومنظمة اليونيسيف.

## وصلات إضافية
- Water, Sanitation and Hygiene Monitoring Program (WaSH MP) Website[وصلة مكسورة]
- Palestinian Central Bureau of Statistics (PCBS) Website